# Pterhemia interlineata
Pterhemia interlineata är en fjärilsart som beskrevs av Walker 1858. Pterhemia interlineata ingår i släktet Pterhemia och familjen nattflyn. Inga underarter finns listade.